# Sacrifice (2022)
Sacrifice (2022) – gala wrestlingu zorganizowana przez amerykańską federację Impact Wrestling, która była transmitowana na żywo za pomocą platformy Impact Plus. Odbyła się 5 marca 2021 w Paristown Hall w Louisville. Była to trzynasta gala z cyklu Sacrifice.

## Rywalizacje
Sacrifice oferowało walki wrestlingu z udziałem różnych zawodników na podstawie przygotowanych wcześniej scenariuszy i rywalizacji, które są realizowane podczas cotygodniowych odcinków programu Impact!. Wrestlerzy odgrywają role pozytywnych (face) lub negatywnych bohaterów (heel), którzy rywalizują pomiędzy sobą w seriach walk mających budować napięcie.

### Pojedynek o Impact World Championship
Na No Surrender (19 lutego) Moose pokonał W. Morrisseya, broniąc tytuł Impact World Championship. Pięć dni później, w odcinku Impactu!, wygłosił mowę, w której napawał się swoim ostatnim zwycięstwem. Ostatecznie był jednak sfrustrowany tym, że jego wygraną przyćmiło zdradzenie Impact Wrestling przez Eddiego Edwardsa i jego dołączenie do byłych zawodników federacji Ring of Honor – Honor No More. Przemowę mistrza przerwał Heath. Miał za złe, że Moose, jako czołowy zawodnik Impact Wrestling, nie wsparł federacji w walce z Honor No More. W związku z tym wyzwał go na pojedynek o tytuł mistrzowski na Sacrifice, aby po zwycięstwie godnie reprezentować organizację. Moose okazał pogardę wobec Impact Wrestling i Honor No More, poza tym obraził rodzinę Heatha. Wtedy wrestlerzy rozpoczęli bójkę, wygraną przez pretendenta.

### Pojedynek o mistrzostwa tag teamowe
Na No Surrender The Good Brothers (Doc Gallows i Karl Anderson) obronili tytuły Impact World Tag Team Championship przeciwko członkom drużyny Bullet Club, The Guerillas of Destiny (Tama Tonga i Tanga Loa). Niespodziewanie w trakcie spotkania przywódca Bullet Clubu, Jay White, zaatakował Tama Tongę (jeden z założycieli zespołu) oraz jego partnera zespołowego, po czym wyrzucił ich z ugrupowania. W ich miejsce przyjął byłych członków Gallowsa i Andersona. 24 lutego Violent By Design (Eric Young, Deaner i Joe Doering), sojusznicy The Good Brothers, zwrócili się do mistrzów o obiecaną im walkę o tytuły tag teamowe. Gallows i Anderson poinformowali ich, że w związku z dołączeniem do Bullet Clubu, ich współpraca oraz poprzednie ustalenia straciły ważność. W trakcie rozmowy Guerillas of Destiny zaatakowali przeciwników, w czym wsparli ich Violent By Design.

### Pojedynek o Impact X Division Championship
Jake Something pokonał Ace’a Austina, Chrisa Beya i Mike’a Baileya w Fatal Four Way matchu na No Surrender, czym zapewnił sobie pojedynek o tytuł Impact X Division Championship z mistrzem, Treyem Miguelem.

### Pojedynek o Impact Knockouts World Championship
Mickie James obroniła Impact Knockouts World Championship na No Surrender w potyczce z Tashą Steelz. Mistrzyni zastosowała nieczyste zagranie, gdy wepchnęła rywalkę na swoją sojuszniczkę, Chelsea Green, która znajdowała się tuż przy linach ringu. Dziewięć dni wcześniej, w odcinku Impactu!, Steelz zaatakowała Green w czasie jej pojedynku z James. Oznaczało to dyskwalifikację mistrzyni. Podczas spotkania z producentką federacji, Gail Kim, James zgodziła się na obiecaną wcześniej walkę z Green o tytuł mistrzowski, natomiast Steelz zażądała meczu rewanżowego. Wobec nadużyć z obu stron Kim zdecydowała, że pretendentką na Sacrifice zostanie zwyciężczyni starcia między obiema zawodniczkami. 3 marca Steelz pokonała oponentkę dzięki ingerencji Evans. Mickie James nie interwenowała ze względu na prośbę Green, która chciała samodzielnie odnieść zwycięstwo. 

### Rhino vs. Eddie Edwards
Na No Surrender Eddie Edwards zdradził swoją drużynę Team Impact, złożoną z zawodników Impact Wrestling, i dołączył do zespołu byłych wrestlerów Ring of Honor – Honor No More. Kilka dni później Eddwards wyjaśnił, że w czasie współpracy federacji All Elite Wrestling i Impact Wrestling czekał cierpliwie na możliwość odebrania Kenny’emu Omedze tytułu Impact World Championship. Gdy kolejni zawodnicy IW przegrywali, on nie otrzymał swojej szansy. Wobec tego odszedł od tych, którzy odwrócili się do niego plecami. Jeden z członków zespołu Team Impact, Rhino, ogłosił, że wywrze zemstę na zdrajcy.

### Otwarte wyzwanie Deonny Purrazzo
Deonna Purrazzo, posiadaczka tytułów ROH Women’s World Championship i AAA Reina de Reina Championship, w lutym ogłosiła otwarte wyzwanie dla przeciwniczek, które chciałyby walczyć o wybrany przez siebie tytuł mistrzowski. W kolejnych tygodniach pokonała Santanę Garrett, Mirandę Alize i Lady Frost. 

## Karta walk
Zestawienie zostało oparte na źródle:
| Nr                                                                   | Wyniki | Stypulacje                                              | Czas  |
| -------------------------------------------------------------------- | --- | ------------------------------------------------------- | ----- |
| 1P                                                                   | Lady Frost pokonała Gisele Shaw                                                                                                 | Singles match                                           | 6:04  |
| 2P                                                                   | Rich Swann i Willie Mack pokonali Mike’a Bennetta i Matta Tavena                                                                | Tag Team match                                          | 7:45  |
| 3                                                                    | Trey Miguel (c) pokonał Jake’a Somethinga                                                                                       | Singles match o Impact X Division Championship          | 11:03 |
| 4                                                                    | Eddie Edwards (z Honor No More) pokonał Rhino (z Team Impact)                                                                   | Singles match                                           | 8:44  |
| 5                                                                    | The Influence (Madison Rayne i Tenille Dashwood) (z Kalebem with a K) pokonały The IInspiration (Cassie Lee i Jessie McKay) (c) | Tag Team match o Impact Knockouts Tag Team Championship | 10:30 |
| 6                                                                    | Jonah pokonał PCO | Singles match                                           | 11:30 |
| 7                                                                    | Jay White pokonał Alexa Shelleya                                                                                                | Singles match                                           | 18:45 |
| 8                                                                    | Deonna Purrazzo pokonała Chelsea Green                                                                                          | Singles match o ROH Women’s World Championship          | 8:18  |
| 9                                                                    | Tasha Steelz (z Savannah Evans) pokonała Mickie James (c)                                                                       | Singles match o Impact Knockouts World Championship     | 14:06 |
| 10                                                                   | Violent By Design (Eric Young i Joe Doering) (z Deanerem) pokonali The Good Brothers (Doc Gallows i Karl Anderson) (c)          | Tag Team match o Impact World Tag Team Championship     | 11:44 |
| 11                                                                   | Moose (c) pokonał Heatha | Singles match o Impact World Championship               | 12:09 |
| (c) – mistrz/mistrzyni przed walkąP – walka miała miejsce w pre-show | |                                                         |       |